# Bud Selig
Pour les articles homonymes, voir Selig.
Allan Huber « Bud » Selig, Jr., né le 30 juillet 1934 à Milwaukee, Wisconsin, États-Unis, est l'ancien commissaire de la Ligue majeure de baseball. Neuvième personne à occuper ce poste, il est en fonctions du 9 septembre 1992 au 24 janvier 2015 et est depuis considéré commissaire-émérite de la MLB.
De 1970 à 1998, il est le propriétaire des Brewers de Milwaukee de la Ligue majeure de baseball.

## Braves et Brewers de Milwaukee
Actionnaire minoritaire des Braves de Milwaukee, Bud Selig fonde l'organisation Teams, Inc. pour tenter d'empêcher les propriétaires majoritaires (basés à Chicago) de la franchise de la déménager dans une autre ville. Cette tentative échoue et les Braves deviennent l'équipe d'Atlanta après la saison 1965. Selig renomme alors son groupe Milwaukee Brewers Baseball Club, Inc., d'après le nom de l'ancienne équipe de ligues mineures de Milwaukee qui jouait dans l'Association américaine et que Selig encourageait dans son enfance. Il consacre ses efforts à ramener le baseball majeur au Wisconsin. En 1970, il achète les Pilots de Seattle, une franchise en faillite de la Ligue américaine et la déménage à Milwaukee, où ils deviennent les Brewers. Selig demeure propriétaire des Brewers jusqu'en 1998, alors que ses fonctions au sein du baseball majeur le placent de plus en plus dans une situation délicate. Il transfère alors ses responsabilités chez les Brewers à sa fille, Wendy Selig-Prieb. Durant les années 1980, Selig fait partie des propriétaires trouvés coupables de collusion pour limiter les hausses de salaires des joueurs.

## Commissaire du baseball
Bud Selig succède à Fay Vincent comme commissaire du baseball en 1992, après que son prédécesseur ait été poussé vers la sortie par un groupe de propriétaires d'équipes insatisfaits. Selig agit comme commissaire de facto pendant plusieurs années, représentant notamment la ligue lors de la grève des joueurs de 1994. En 1998, il est officiellement confirmé dans les fonctions qu'il occupe depuis. Il est le neuvième commissaire du baseball depuis la création de ce poste en 1920. En poste pendant plus de 22 ans, il est celui qui occupe ces fonctions le plus longtemps après Kenesaw Mountain Landis, commissaire durant 24 ans, de 1920 à sa mort en 1944.
Le 21 août 2004, le contrat de Selig avec les Ligues majeures de baseball a été prolongé jusqu'à 2009. Il prévoyait se retirer à cette date, mais en janvier 2008 il accepte une nouvelle prolongation de contrat de trois années. Il repousse sa retraite jusqu'à la fin de son contrat le 31 décembre 2012, mais le 12 janvier 2012, il est annoncé que son contrat avait été prolongé de deux ans, jusqu'en 2014. Sa dernière journée comme commissaire du baseball est le 24 janvier 2015. Le lendemain, Rob Manfred, élu comme successeur en août 2014, devient le nouveau commissaire.

### Réalisations

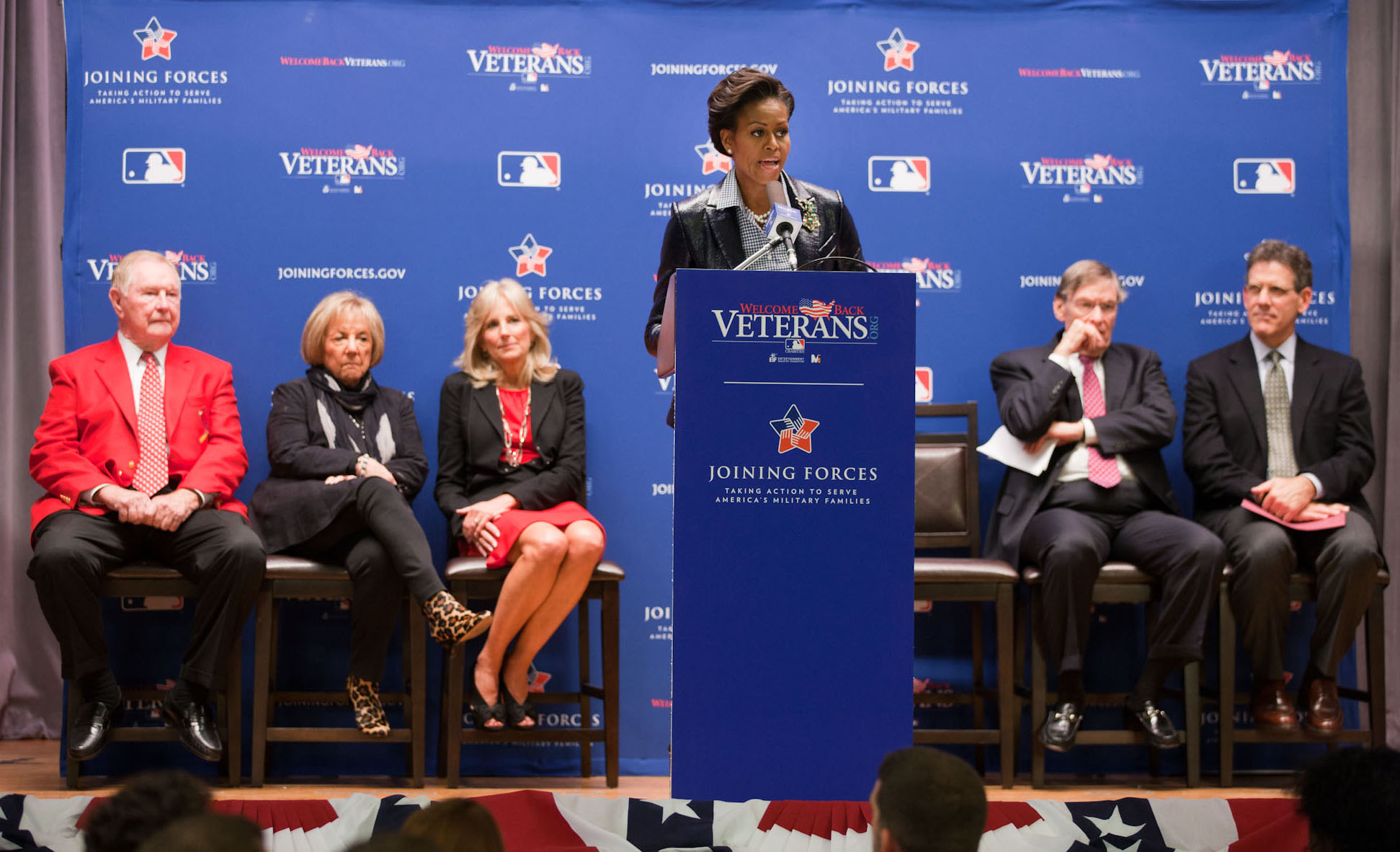
Bud Selig (deuxième à partir de la droite) aux côtés de Michelle Obama lors d'un événement pour les familles des vétérans en 2011.

C'est durant l'époque de Selig que furent instaurés les matchs interligues en saison régulière entre certains clubs de la Ligue nationale et de la Ligue américaine. Précédemment, ces équipes ne pouvaient s'affronter qu'en Série mondiale ou lors de matchs pré-saison. On lui doit aussi le réaménagement des divisions en 1994 et le passage de quatre à huit équipes en séries éliminatoires à partir de la saison 1995. Ces innovations ont déplu aux puristes du baseball, attachés à la longue tradition de ce sport, mais ont somme toute été bien acceptées et ont contribué au regain de popularité de la MLB à la fin des années 1990. En 2012, il instaure les séries éliminatoires à 10 équipes au lieu de 8, ce qui inclut une nouvelle ronde éliminatoire, les matchs de meilleurs deuxièmes, accueillie avec des réactions mitigées.
Le baseball majeur procède sous Selig à sa première expansion depuis l'arrivée des Blue Jays de Toronto et des Mariners de Seattle dans la Ligue américaine en 1977. En 1993, les Marlins de la Floride et les Rockies du Colorado font leur entrée dans la Nationale, mais ces deux arrivées avaient été déjà été annoncées par le prédécesseur du commissaire, Fay Vincent. C'est la première expansion de la Ligue nationale depuis 1969. En 1998, les Devil Rays de Tampa Bay font leurs débuts dans la Ligue américaine et les Diamondbacks de l'Arizona dans la Nationale. Ces expansions du baseball majeur dans les années 1990 amènent pour la première fois des franchises de la MLB en Floride et en Arizona, deux États qui servaient déjà depuis longtemps de site d'entraînement printanier pour les clubs professionnels. Le baseball majeur en Floride est toutefois marqué, après des débuts réussis, par de faibles assistances aux domiciles des Marlins et des Rays, qui fait douter de la viabilité à long terme de ces franchises.
Durant l'ère Selig, on voit pour la première fois des équipes changer de ligues. Les Brewers de Milwaukee passent de la Ligue américaine à la Ligue nationale en 1998, et les Astros de Houston suivent le chemin inverse en 2013.
En 2003, après un match des étoiles 2002 à Milwaukee qui se termine par un match nul, faute de joueurs, Selig et la ligue annoncent des modifications mineures pour éviter que pareille situation, qui a déplu aux partisans, ne se reproduise. On décide alors que l'avantage du terrain pour la Série mondiale de fin d'année sera déterminé par la ligue gagnante de la partie d'étoiles.

### Conflit de travail
En septembre 1994, Selig prononce l'annulation de la Série mondiale pour la première fois en plus de 90 ans pendant la grève des joueurs où, avec les propriétaires de franchise, il est dans le camp opposé du syndicat des joueurs et de leur représentant Donald Fehr. Le fait que Selig ait été propriétaire d'équipe durant l'époque de la collusion une dizaine d'années plutôt est un argument soulevé pendant le conflit pour tenter d'expliquer la méfiance qui règne entre les parties patronales et syndicales. Après une menace de disputer la saison 1995 avec des joueurs de remplacement (briseurs de grève), le conflit long de 232 jours se termine en avril 1995.
Depuis les événements de 1994-1995, aucun conflit de travail n'a perturbé les activités des Ligues majeures et celles-ci sont entrées dans une période d'harmonie où les conventions collectives sont renouvelées à leur échéance sans problèmes apparents.

### Critiques
Parmi les critiques les plus acerbes formulées contre Selig, on compte son inaction au sujet du dopage, qui a entaché la réputation de la ligue dans les années 2000. Les mesures entreprises par Selig pour sortir le baseball majeur de ce qui fut nommé « l'Ère des stéroïdes » (années 1990 et début des années 2000) sont encore trop récentes pour que son héritage sur le sport puisse être jugé en toute connaissance de cause. Appelé à témoigner devant le Congrès des États-Unis à plusieurs reprises durant le débat sur le dopage, Selig a été la cible des critiques de plusieurs représentants, dont Cliff Stearns, un élu de la Floride qui a demandé la démission du commissaire à la suite de la parution du Rapport Mitchell en décembre 2007. Les règlements du baseball majeur concernant le dopage sont devenus beaucoup plus définis à la fin de la décennie 2000 à la suite d'une action de concert entre la ligue et le syndicat des joueurs. Les contrôles sont plus fréquents, et des sanctions plus sévères sont régulièrement imposées aux contrevenants.
Les détracteurs de Selig lui reprochent également d'avoir voulu dissoudre en 2002 les franchises des Twins du Minnesota et des Expos de Montréal ainsi que d'avoir agi de connivence avec Jeffrey Loria pour détruire la franchise canadienne et l'amener à éventuellement déménager aux États-Unis après la saison 2004. C'est la première fois qu'une équipe est relocalisée depuis le transfert des Senators de Washington, qui devenaient les Rangers du Texas en 1972.

### Suspensions
Selig maintient l'exclusion à vie prononcée en 1990 par le commissaire Bartlett Giamatti contre Pete Rose pour paris illégaux, mais révoque en 1993 l'exclusion de George Steinbrenner, également une décision de Giamatti. En 1993, Selig suspend pour un an la controversée propriétaire des Reds de Cincinnati, Marge Schott, après qu'elle eut tenu des propos racistes à l'endroit des Africains-Américains. En 1996, Schott est de nouveau suspendue, cette fois pour deux ans, par le commissaire après avoir tenu des propos sympathiques à Adolf Hitler.

### Honneurs
Le 24 août 2010, une statue représentant Bud Selig a été dévoilée devant le Miller Park de Milwaukee, un stade de baseball dont il a encouragé l'érection. La sculpture est l'œuvre est de l'artiste Brian Maughan.